# Fathimath Dhiyana Saeed

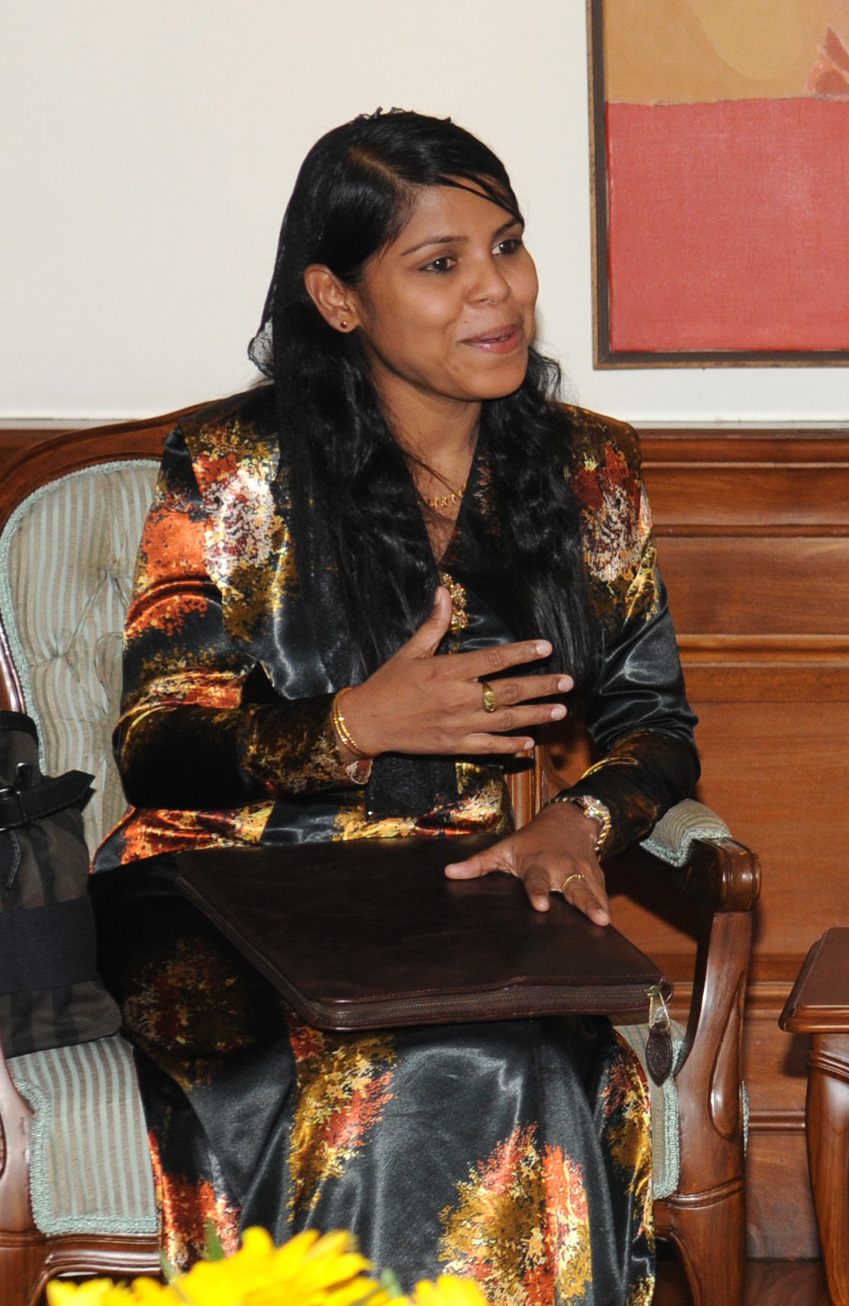
Fathimath Dhiyana Saeed in Neu-Delhi, 2011.

Fathimath Dhiyana Saeed (Dhivehi ފާތިމަތު ދިޔާނާ ސައީދު, geb. 22. November 1974, Hithadhoo, Malediven) ist eine Juristin und Diplomatin der Malediven.
Sie war unter anderem Generalstaatsanwältin der Malediven 2008 bis 2009 und anschließend Gesandte der maledivischen Regierung für Südasien.
Sie war von Februar 2011 bis Februar 2012 Generalsekretärin der Südasiatischen Vereinigung für regionale Zusammenarbeit (SAARC) und ist sowohl die erste Frau als auch die jüngste Person, die diese Position innehat.

## Leben

### Jugend und Ausbildung
Fatimath Dhiyana Saeed wurde in Hithadhoo, dem heutigen Addu City, in den Malediven geboren. Dort absolvierte sie ihre Grund- und Sekundarschulausbildung. Im Jahr 2000 schloss sie ihr Studium an der University of Tasmania, Australien, mit einem Bachelor of Laws (LLB) ab. Im Jahr 2004 erwarb sie einen Master of Laws (LLM) an der Graduate School of Law and Politics der Universität Osaka, Japan.

### Politik
Fathimath Dhiyana Saeed ist Gründungsmitglied der Dhivehi Rayyithunge Party und war Mitglied ihres Exekutivrats. Später trat sie der Jumhooree Party bei, wo sie zur Vorsitzenden der Frauengruppierung gewählt wurde. Sie setzte sich für Rechtsreformen, Menschenrechte und Geschlechterfragen, sowie die Konsolidierung der demokratischen Regierungsführung auf den Malediven ein.

### Karriere
Fatimath Dhiyana Saeed begann ihre juristische Laufbahn im Jahr 2000 als District Attorney (Staatsanwältin) in der Generalstaatsanwaltschaft. Sie war für die Rechtsberatung der Regierung in allen Aspekten ihrer Geschäfte und die Prüfung von Gesetzes- und Verordnungsentwürfen verantwortlich. 2005 wurde sie zur Exekutivdirektorin befördert. Anfang desselben Jahres wurde sie auch in das Madschlis (Parlament) berufen und aufgrund dieser Ernennung wurde sie auch Mitglied des Sondermadschlis (Verfassungsversammlung). Als Mitglied des Parlaments und der Verfassungsversammlung spielte sie eine Schlüsselrolle bei der Einführung einer Mehrparteiendemokratie und bei der Umsetzung von Verfassungs- und Gesetzesreformen. Ihr wird besonders zugeschrieben, dass sie eine Frist für die Fertigstellung der neuen Verfassung und einen strengen Zeitplan für die Einhaltung der vorgeschlagenen Frist vorgeschlagen hat.

### Staatsanwältin
2008 wurde sie zur Generalstaatsanwältin in der ersten Mehrparteien-Regierung der Malediven berufen. Als Generalstaatsanwältin spielte sie eine führende Rolle bei der Unterstützung der wiederhergestellten Demokratie und bei der Dezentralisierung.
Am 18. Mai 2009 nach knapp sechs Monaten als Generalstaatsanwältin, entließ Präsident Mohamed Nasheed sie offiziell. Das Büro des Präsidenten erklärte, man habe den Schritt unternommen, um ein Kabinett zu bilden, das größeres Vertrauen in das von der Opposition geführte Parlament genießen würde. Die Entscheidung wurde jedoch auch als Hinweis für den erwarteten Bruch in der Koalition zwischen der regierenden Maledivischen Demokratischen Partei und der Jumhooree-Partei angesehen, welcher sie angehörte.

### Gesandte für Südasien
Am 4. August 2010 ernannte Präsident Nasheed Fatimath Dhiyana Saeed zur Gesandten der maledivischen Regierung für die Südasiatische Vereinigung für regionale Kooperation. Sie behielt diesen Posten bis zu ihrer Ernennung zur Generalsekretärin der Organisation.

### Generalsekretärin der SAARC
Fatimath Dhiyana Saeed war Kandidatin der Malediven für das Amt des 10. Generalsekretärs der Südasiatischen Vereinigung für regionale Zusammenarbeit (SAARC). Am 10. Februar 2011 wurde sie von der dreiunddreißigsten Sitzung des SAARC-Ministerrats in Thimphu, Bhutan, in diese Position berufen. Sie ist die Nachfolgerin von Sheel Kant Sharma aus Indien. Sie trat ihr Amt am 1. März 2011 in Kathmandu an. Sie trat am 22. Februar 2012 nach einer Kontroverse über die Beteiligung an der Innenpolitik der Malediven zurück. Ihr Rücktritt wurde am 24. Februar 2012 angenommen. Dies ist das erste Mal seit der Gründung der Organisation im Jahr 1985, dass ein Generalsekretär der SAARC vor Ablauf seiner Amtszeit zurückgetreten ist.

## Familie
Fatimath Dhiyana Saeed ist verheiratet mit Abdullah Jabir. Das Paar hat zwei Söhne.